# Tournoi de clôture du championnat du Guatemala de football 2015
Navigation
Saison précédente Saison suivante
Le Tournoi Clausura 2015 est le trente-troisième tournoi saisonnier disputé au Guatemala.
C'est cependant la 79e fois que le titre de champion du Guatemala est remis en jeu.
Lors de ce tournoi, le CSD Comunicaciones a conservé son titre de champion du Guatemala face aux onze meilleurs clubs guatémaltèques.
Chacun des douze clubs participant était confronté deux fois aux onze autres équipes. Puis les six meilleurs se sont affrontés lors d'une phase finale à la fin du tournoi.
Seulement une place était qualificative pour la Ligue des champions de la CONCACAF.

## Les 12 clubs participants
| \| Guatemala City: Antigua GFC CSD Comunicaciones CSD Municipal Universidad SC Guatemala City Deportivo Malacateco Deportivo Marquense Halcones FC Deportivo Suchitepéquez Xelaju MC Dep. Coatepeque Deportivo Petapa Deportivo Guastatoya \| Localisation des clubs engagés dans le championnat. |
| Guatemala City: Antigua GFC CSD Comunicaciones CSD Municipal Universidad SC Guatemala City Deportivo Malacateco Deportivo Marquense Halcones FC Deportivo Suchitepéquez Xelaju MC Dep. Coatepeque Deportivo Petapa Deportivo Guastatoya                                                           |

Ce tableau présente les douze équipes qualifiées pour disputer le championnat 2014-2015. On y trouve le nom des clubs, le nom des stades dans lesquels ils évoluent ainsi que la capacité et la localisation de ces derniers.
| Club                      | Stade                             | Capacité | Ville             |
| Antigua GFC               | Stade Pensativo                   | 9 000    | Guatemala City    |
| Deportivo Coatepeque (es) | Stade Israel Barrios (en)         | 20 000   | Coatepeque        |
| CSD Comunicaciones        | Stade Cementos Progreso           | 17 000   | Guatemala City    |
| Deportivo Guastatoya      | Stade David Cordón Hichos (es)    | 3 500    | Guastatoya        |
| Halcones FC (en)          | Stade Communal de La Mesilla (es) | 5 000    | La Democracia     |
| Deportivo Malacateco      | Stade Santa Lucía                 | 7 000    | Malacatán         |
| Deportivo Marquense       | Stade Marquesa de la Ensenada     | 10 000   | San Marcos        |
| CSD Municipal             | Stade Manuel Felipe Carrera       | 10 000   | Guatemala City    |
| Deportivo Petapa (en)     | Stade municipal                   | 7 500    | San Miguel Petapa |
| Deportivo Suchitepéquez   | Stade Carlos Salazar Hijo         | 12 000   | Mazatenango       |
| Universidad SC            | Stade Revolución                  | 4 000    | Guatemala City    |
| Xelaju MC                 | Stade Mario Camposeco             | 11 000   | Quetzaltenango    |

## Compétition
Le tournoi Clausura se déroule de la même façon que les tournois saisonniers précédents, en deux phases :
- La phase de qualification : les vingt-deux journées de championnat.
- La phase finale : les matchs aller-retour allant des quarts de finale à la finale.

### Phase de qualification
Lors de la phase de qualification les douze équipes affrontent à deux reprises les onze autres équipes selon un calendrier tiré aléatoirement.
Les deux meilleures équipes sont qualifiées directement pour les demi-finale alors que les quatre suivantes se qualifient pour les quarts de finale.
Le classement est établi sur le barème de points classique (victoire à 3 points, match nul à 1, défaite à 0).
Le départage final se fait selon les critères suivants :
- Le nombre de points.
- La différence de buts générale.
- Le nombre de buts marqué.

#### Classement
| Rang | Équipe                    | Pts | J  | G  | N | P  | Bp | Bc | Diff |
| ---- | ------------------------- | --- | -- | -- | - | -- | -- | -- | ---- |
| 1    | CSD Comunicaciones T      | 48  | 22 | 15 | 3 | 4  | 50 | 14 | +36  |
| 2    | CSD Municipal             | 42  | 22 | 12 | 6 | 4  | 31 | 16 | +15  |
| 3    | Deportivo Suchitepéquez   | 38  | 22 | 11 | 5 | 6  | 33 | 30 | +3   |
| 4    | Antigua GFC               | 35  | 22 | 10 | 5 | 7  | 25 | 19 | +6   |
| 5    | Xelaju MC                 | 31  | 22 | 8  | 7 | 7  | 28 | 24 | +4   |
| 6    | Deportivo Malacateco      | 29  | 22 | 8  | 5 | 9  | 29 | 37 | -8   |
| 7    | Deportivo Petapa (en) P   | 28  | 22 | 7  | 7 | 8  | 24 | 31 | -7   |
| 8    | Deportivo Marquense       | 27  | 22 | 6  | 9 | 7  | 22 | 29 | -7   |
| 9    | Universidad SC            | 26  | 22 | 6  | 8 | 8  | 19 | 24 | -5   |
| 10   | Deportivo Guastatoya P    | 22  | 22 | 6  | 4 | 12 | 19 | 25 | -6   |
| 11   | Halcones FC (en)          | 20  | 22 | 5  | 5 | 12 | 24 | 34 | -10  |
| 12   | Deportivo Coatepeque (es) | 17  | 22 | 5  | 2 | 15 | 12 | 33 | -21  |

| Légende : Qualifications et relégations | Légende : Qualifications et relégations          |
| --------------------------------------- | ------------------------------------------------ |
|                                         | Qualifié pour les demi-finales                   |
|                                         | Qualifié pour les quarts de finale               |
|                                         | T Tenant du titre P Promu de la saison 2013-2014 |

#### Matchs
| Résultats (▼dom., ►ext.)                                   | Ant | Coa | Com | Gua | Hal | Mal | Mar | Mun | Pet | Suc | Uni | Xel |
| Antigua GFC                                                |     | 1-0 | 1-0 | 1-0 | 4-0 | 2-2 | 0-1 | 0-0 | 1-1 | 2-0 | 2-0 | 1-1 |
| Deportivo Coatepeque (es)                                  | 0-1 |     | 0-2 | 0-2 | 2-1 | 2-1 | 1-1 | 0-1 | 2-1 | 0-1 | 0-1 | 1-0 |
| CSD Comunicaciones                                         | 0-1 | 4-0 |     | 1-0 | 3-0 | 1-1 | 2-1 | 0-2 | 1-0 | 7-1 | 5-0 | 2-0 |
| Deportivo Guastatoya                                       | 0-1 | 1-0 | 3-3 |     | 3-1 | 1-0 | 3-0 | 1-1 | 2-0 | 0-2 | 0-2 | 2-2 |
| Halcones FC (en)                                           | 2-1 | 2-0 | 0-1 | 1-0 |     | 5-2 | 2-2 | 0-1 | 0-0 | 1-1 | 0-0 | 5-0 |
| Deportivo Malacateco                                       | 2-3 | 4-1 | 0-3 | 1-0 | 2-1 |     | 1-0 | 1-0 | 1-1 | 3-0 | 2-0 | 3-2 |
| Deportivo Marquense                                        | 0-0 | 2-1 | 0-2 | 1-0 | 1-1 | 3-1 |     | 1-4 | 3-0 | 1-1 | 0-0 | 2-3 |
| CSD Municipal                                              | 4-2 | 3-0 | 1-1 | 2-1 | 1-0 | 0-0 | 0-1 |     | 4-1 | 1-0 | 2-0 | 1-0 |
| Deportivo Petapa (en)                                      | 1-0 | 1-1 | 0-5 | 1-0 | 2-1 | 0-0 | 1-1 | 3-1 |     | 4-0 | 1-0 | 2-1 |
| Deportivo Suchitepéquez                                    | 2-1 | 1-0 | 1-5 | 4-0 | 2-1 | 4-0 | 5-0 | 2-0 | 2-1 |     | 1-1 | 1-0 |
| Universidad SC                                             | 2-0 | 0-1 | 1-2 | 1-0 | 3-0 | 4-2 | 1-1 | 1-1 | 2-2 | 0-0 |     | 0-2 |
| Xelaju MC                                                  | 1-0 | 2-0 | 1-0 | 0-0 | 3-0 | 4-0 | 0-0 | 1-1 | 3-1 | 2-2 | 0-0 |     |
| - Victoire à domicile - Match nul - Victoire à l'extérieur |     |     |     |     |     |     |     |     |     |     |     |     |

### Classement cumulatif
| Rang | Équipe                    | Pts | J  | G  | N  | P  | Bp | Bc | Diff |
| ---- | ------------------------- | --- | -- | -- | -- | -- | -- | -- | ---- |
| 1    | CSD Comunicaciones C      | 91  | 44 | 28 | 7  | 9  | 84 | 29 | +55  |
| 2    | CSD Municipal             | 81  | 44 | 23 | 12 | 9  | 68 | 35 | +33  |
| 3    | Deportivo Marquense       | 69  | 44 | 19 | 12 | 13 | 52 | 48 | +4   |
| 4    | Deportivo Suchitepéquez   | 69  | 44 | 20 | 9  | 15 | 61 | 58 | +3   |
| 5    | Antigua GFC               | 65  | 44 | 17 | 14 | 13 | 49 | 40 | +9   |
| 6    | Xelaju MC                 | 61  | 44 | 16 | 13 | 15 | 57 | 53 | +4   |
| 7    | Deportivo Petapa (en) P   | 58  | 44 | 16 | 10 | 18 | 59 | 63 | -4   |
| 8    | Deportivo Malacateco      | 55  | 44 | 13 | 16 | 15 | 50 | 61 | -11  |
| 9    | Universidad SC            | 52  | 44 | 13 | 13 | 18 | 44 | 52 | -8   |
| 10   | Deportivo Guastatoya P    | 47  | 44 | 13 | 8  | 23 | 39 | 56 | -17  |
| 11   | Halcones FC (en)          | 43  | 44 | 11 | 10 | 23 | 48 | 76 | -28  |
| 12   | Deportivo Coatepeque (es) | 34  | 44 | 8  | 10 | 26 | 27 | 67 | -40  |

| Légende : Qualifications et relégations | Légende : Qualifications et relégations                                   |
| --------------------------------------- | ------------------------------------------------------------------------- |
|                                         | Ligue des champions de la CONCACAF 2015-2016 (Phase de groupes)           |
|                                         | Relégué en Primera División de Guatemala                                  |
|                                         | C Vainqueur des deux tournois de la saison P Promu de la saison 2013-2014 |

### La Phase Finale
Les six équipes qualifiées sont réparties dans le tableau final d'après leur classement général, le deuxième affrontant lors des demi-finales le vainqueur du quart opposant le quatrième au cinquième et le premier affrontant le vainqueur du quart opposant le troisième au sixième. L'équipe la moins bien classée accueille lors du match aller et la meilleure lors du match retour.
En cas d'égalité sur la somme des deux matchs, c'est l'équipe ayant marqué le plus de buts à extérieur qui l'emporte puis des prolongations et une séance de tirs au but ont éventuellement lieu.

#### Tableau
|  |                         |               |               |               |                         |     |   |            |            |            |            |                    |     |   |        |        |        |        |        |  |  |
|  | 1/4 de finale           | 1/4 de finale | 1/4 de finale | 1/4 de finale | 1/4 de finale           |     |   | 1/2 finale | 1/2 finale | 1/2 finale | 1/2 finale | 1/2 finale         |     |   | Finale | Finale | Finale | Finale | Finale |  |  |
|  |                         |               |               |               |                         |     |   |            |            |            |            |                    |     |   |        |        |        |        |        |  |  |
|  |                         |               |               |               |                         |     |   |            |            |            |            |                    |     |   |        |        |        |        |        |  |  |
|  |                         |               |               |               |                         |     |   |            |            |            |            |                    |     |   |        |        |        |        |        |  |  |
|  |                         |               |               |               |                         |     |   |            |            |            |            |                    |     |   |        |        |        |        |        |  |  |
|  |                         |               |               |               |                         |     |   |            |            |            |            |                    |     |   |        |        |        |        |        |  |  |
|  | CSD Comunicaciones      | (1)           | 5             | 1             |                         |     |   |            |            |            |            |                    |     |   |        |        |        |        |        |  |  |
|  | CSD Comunicaciones      | (1)           | 5             | 1             |                         |     |   |            |            |            |            |                    |     |   |        |        |        |        |        |  |  |
|  |                         |               | Antigua GFC   | (4)           | 1                       | 1   |   |            |            |            |            |                    |     |   |        |        |        |        |        |  |  |
|  | Antigua GFC             | (4)           | Antigua GFC   | (4)           | 1                       | 1   | 0 | 3          |            |            |            |                    |     |   |        |        |        |        |        |  |  |
|  | Antigua GFC             | (4)           |               |               |                         |     |   |            |            |            |            |                    |     |   |        |        |        |        |        |  |  |
|  | Xelaju MC               | (5)           | 1             | 0             |                         |     |   |            |            |            |            |                    |     |   |        |        |        |        |        |  |  |
|  | Xelaju MC               | (5)           | 1             | 0             |                         |     |   |            |            |            |            | CSD Comunicaciones | (1) | 2 | 2      |        |        |        |        |  |  |
|  |                         |               |               |               |                         |     |   |            |            |            |            | CSD Comunicaciones | (1) | 2 | 2      |        |        |        |        |  |  |
|  |                         | CSD Municipal | (2)           | 0             | 3                       |     |   |            |            |            |            |                    |     |   |        |        |        |        |        |  |  |
|  | Deportivo Suchitepéquez | CSD Municipal | (2)           | 0             | 3                       | (3) | 0 | 1          |            |            |            |                    |     |   |        |        |        |        |        |  |  |
|  | Deportivo Suchitepéquez |               |               |               |                         |     | 0 | 1          |            |            |            |                    |     |   |        |        |        |        |        |  |  |
|  | Deportivo Malacateco    | (6)           | 0             | 0             |                         |     |   |            |            |            |            |                    |     |   |        |        |        |        |        |  |  |
|  | Deportivo Malacateco    | (6)           | 0             | 0             | Deportivo Suchitepéquez | (3) | 0 | 1          |            |            |            |                    |     |   |        |        |        |        |        |  |  |
|  |                         |               |               |               |                         | (3) | 0 | 1          |            |            |            |                    |     |   |        |        |        |        |        |  |  |
|  |                         |               | CSD Municipal | (2)           | 0                       | 3   |   |            |            |            |            |                    |     |   |        |        |        |        |        |  |  |
|  |                         |               |               |               |                         | 3   |   |            |            |            |            |                    |     |   |        |        |        |        |        |  |  |
|  |                         |               |               |               |                         |     |   |            |            |            |            |                    |     |   |        |        |        |        |        |  |  |
|  |                         |               |               |               |                         |     |   |            |            |            |            |                    |     |   |        |        |        |        |        |  |  |
|  |                         |               |               |               |                         |     |   |            |            |            |            |                    |     |   |        |        |        |        |        |  |  |

#### Quarts de finale
| Club                    | Aller | Retour | Club                 | Commentaire |
| Deportivo Suchitepéquez | 0-0   | 1-0    | Deportivo Malacateco |             |
| Antigua GFC             | 0-1   | 3-0    | Xelaju MC            |             |

#### Demi-finales
| Club               | Aller | Retour | Club                    | Commentaire |
| CSD Comunicaciones | 5-1   | 1-1    | Antigua GFC             |             |
| CSD Municipal      | 0-0   | 3-1    | Deportivo Suchitepéquez |             |

#### Finale
| Match aller | CSD Municipal | 0:2   | CSD Comunicaciones                              | Stade Mateo Flores |  |
| 20 mai 2015 |               | (0:2) | José Manuel Contreras 40e · Agustín Herrera 43e |                    |  |

| Match retour | CSD Comunicaciones                              | 2:3   | CSD Municipal                                       | Stade Mateo Flores |  |
| 23 mai 2015  | José Manuel Contreras 77e · Agustín Herrera 82e | (0:2) | M. Callorda 15e · Carlos Ruiz 21e · Carlos Ruiz 87e |                    |  |

## Bilan du tournoi
| Tournoi de clôture du championnat de football du Guatemala 2015 |                                |
| Champion                                                        | CSD Comunicaciones (30e titre) |
| Dauphin                                                         | CSD Municipal                  |
| Qualifications continentales                                    |                                |
| Ligue des champions 2015-2016 (Phase de groupes)                | CSD Municipal                  |
| Promotions et relégations                                       |                                |
| Promus en Liga Nacional de Guatemala                            | Cobán Imperial                 |
| Promus en Liga Nacional de Guatemala                            | Deportivo Mictlán (en)         |
| Relégués en Primera División de Guatemala                       | Deportivo Coatepeque (es)      |
| Relégués en Primera División de Guatemala                       | Halcones FC (en)               |

## Statistiques

### Buteurs
| Rang | Nom | Équipe | Buts |
| 1    |     |        | -    |
| 2    |     |        | -    |
| 3    |     |        | -    |